# 롤러볼 (1975년 영화)
《롤러볼》(Rollerball)은 미국에서 제작된 노만 주이슨 감독의 1975년 액션, SF 영화이다. 제임스 칸 등이 주연으로 출연하였고 노만 주이슨 등이 제작에 참여하였다.
롤러볼이 미국 캐스팅, 캐나다 감독이고 미국 기업 유나이티드 아티스츠에 의해 개봉되었으나 런던과 뮌헨에서 제작되었다.

## 출연

### 주연
- 제임스 칸
- 존 하우스먼
- 마우드 아담스

### 조연
- 존 벡
- 모세스 건
- 파멜라 헨슬리
- 랠프 리처드슨
- 바바라 트렌섬

## 기타
- 원작자: 윌리엄 해리슨
- 미술: 존 복스
- 의상: 줄리 해리스
- 배역: 린 스터마스터